# Comuna Leușeni, Hîncești
Comuna Leușeni este o comună din raionul Hîncești, Republica Moldova. Este formată din satele Leușeni (sat-reședință) și Feteasca.

## Demografie
Conform datelor recensământului din 2014, comuna are o populație de 2.046 de locuitori. La recensământul din 2004 erau 2.323 de locuitori.

## Administrație și politică
Componența Consiliului local Leușeni (11 consilieri), ales la 5 noiembrie 2023, este următoarea:
|  | Partid                            | Consilieri | Componență | Componență | Componență | Componență | Componență |
|  | --------------------------------- | ---------- | ---------- | ---------- | ---------- | ---------- | ---------- |
|  | Partidul Acțiune și Solidaritate  | 5          |            |            |            |            |            |
|  | Platforma Demnitate și Adevăr     | 4          |            |            |            |            |            |
|  | Candidat independent MARIA RUSU   | 1          |            |            |            |            |            |
|  | Partidul Social Democrat European | 1          |            |            |            |            |            |